# Обдах
Обдах (нем. Obdach) — ярмарочная община (нем. Marktgemeinde) в Австрии, в федеральной земле Штирия.
Входит в состав округа Мурталь. Население составляет 3 875 человек (на 1 января 2015 года). По данным на 2015 год занимает площадь 159 млн м². Идентификационный код — 6 20 42.

## Общие сведения

### Этимология
Obdach — кров, приют, убежище, жильё.

### Символика

Герб Обдаха (устаревший)

Герб Обдаха

В результате структурной административной реформы в Штирии политическая община Обдах с 1 января 2015 года расширилась за счёт присоединённых к ней упразднённых политических общин. В связи с этим событием герб, как символ былого большого сообщества, утратил свою силу, и вновь вступил в силу только лишь с 1 января 2016 года.
Новый герб представляет собой голубой щит с зелёным основанием в виде сектора, делящего пополам полукруг щита. В центре щита, по обе стороны от квадратного серебряного обрамления въездных арочных ворот чёрного цвета, расположены две симметричные четырёхэтажные (первый этаж без окон) серебряные башни с четырьмя зубцами. В каждой башне по четыре чёрных арочных окна: по два в верхнем ряду, и по одному в нижних рядах. Навес над обрамлением ворот представляет собой равнобочную трапецию в виде перевёрнутого корыта чёрного цвета, нижняя часть которого расположена посередине между одиночными окнами нижних этажей. Верхняя часть навеса заканчивается на середине окон третьего этажа. Над навесом возвышается от одной башни к другой до уровня основания окон четвёртого этажа серебристая зубчатая стена с тремя прорезями красного цвета. Над стеной, между башнями, возвышается заострённый купол красного цвета с золотым шаром во главе. Над шаром развевается серебряный вымпел в сторону восхода солнца. Опускная решётка ворот — золотистого цвета. Она состоит из двух горизонтальных полос и перпендикулярна трём, опущенным на половину арочных ворот, вертикальным полосам.

## Географическое положение
Обдах расположен в долине к северу от Обдахерского гранитного перевала (нем. Granitzenbaches Obdacher Sattel), переходящей от долины Мурталя (нем. Murtal) в долину Лафантталь (нем. Lavanttal). Муниципальный район простирается от долины к западу на Зетальские Альпы (нем. Seetaler Alpen) с высшей точкой — горой Цирбицкогель (нем. Zirbitzkogel) (высота 2396 м).
Соседние муниципалитеты (до 1 января 2015 года), начиная с севера, по часовой стрелке: Обервег, Санкт-Вольфганг-Кинберг, Америнг, Санкт-Анна-ам-Лафантегг, Мюлен и Кульм-ам-Цирбиц.

### Состав общины
- Америнг (Amering) — (431)
- Бернталь (Bärnthal) — (21)
- Варбах (Warbach) — (161)
- Винтерлайтен (Winterleiten) — (132)
- Гранитцен (Granitzen) — (155)
- Гроспреталь (Großprethal) — (127)
- Каталь-ин-Обдахегг (Kathal in Obdachegg) — (125)
- Качвальд (Katschwald) — (80)
- Кинберг (Kienberg (Gemeinde Obdach)) — (97)
- Клайнпреталь (Kleinprethal) — (81)
- Лафантегг (Lavantegg) — (187)
- Мёнхегг (Mönchegg) — (196)
- Обдах (Obdach) — (1 532)
- Обдахегг (Obdachegg) — (251)
- Рёч (Rötsch) — (191)
- Санкт-Анна-Фериензидлунг (Sankt Anna-Feriensiedlung) — (26)
- Санкт-Георген-ин-Обдахегг (Sankt Georgen in Obdachegg) — (66)
- Цанитцен (Zanitzen) — (16)

### Кадастровые общины
Кадастровая община Обдах (кадастровый номер 65404) по данным на 2015 год занимает площадь 5,1 млн м².
Сообщество состоит из шести кадастровых общин (нем. Katastralgemeinden (Fläche Stand 2015), площадь на 2015 год (Fläche Stand 2015):

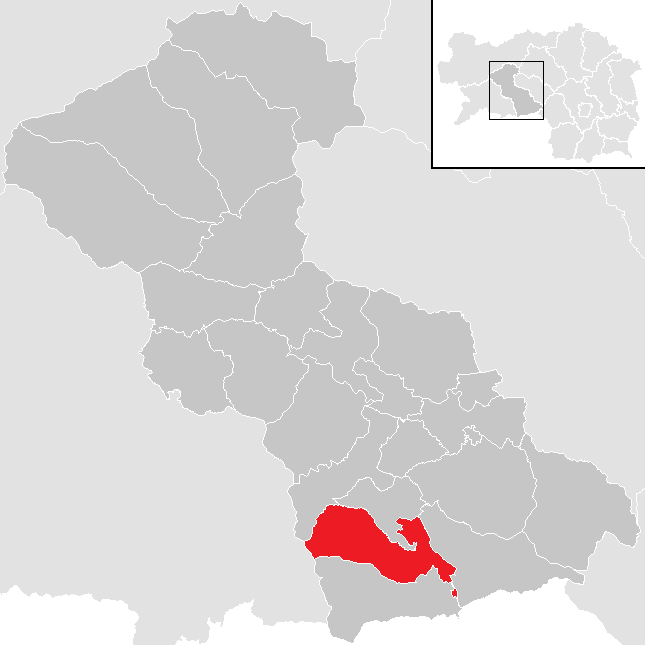
Община Обдах до 1 января 2015 года

- Гранитцен (нем. Granitzen) — 3764,53 га;
- Кинберг (нем. Kienberg) — 2043,69 га;
- Лафантегг (нем. Lavantegg) — 4713,68 га;
- Обдах (нем. Obdach) — 514,87 га;
- Обдахегг (нем. Obdachegg) — 2091,64 га;
- Преталь (нем. Prethal) — 2780,01 га.

## История
Первое документальное упоминание об Обдахе в источниках датируется 1190 годом. В 1324 году приход был наделён рыночными правами, а также имел свой Высокий суд. Обдах в те времена был крупным региональным торговым центром на пути через Обдахерский горный перевал.
Муниципальные права Обдаху были предоставлены в 1849—1850 годах Обдах стал большим сообществом с 1 января 1970 года, когда был объединён с присоединением политической общины Гранитцен (нем. Granitzen) к ярмарочной общине Обдах.

### Перепись населения от 15 мая 2001 года
По данным общенациональной переписи населения от 15 мая 2001 года большое сообщество Обдах (нем. Großgemeinde) состояло из двух кадастровых общин (четыре ортшафта) с населением в 2193 человека:
- Варбах (нем. Warbach) — 169 (кадастровая община Гранитцен);
- Гранитцен (нем. Granitzen) — 181 (кадастровая община Гранитцен);
- Обдах (нем. Obdach) — 1606 (кадастровая община Обдах);
- Рёч (нем. Rötsch) — 237 (кадастровая община Гранитцен).

Из 2193 жителей общины — 97,6 % населения составляли австрийцы. Доля последователей римско-католической церкви составила 91,3 % от всего населения общины, протестантов — 1,1 %, мусульман — 1,8 %, атеистов — 4,7 %.
Территория общины составляла 4289,32 га, в том числе кадастровая община Обдах — 516,68 га, кадастровая община Гранитцен — 3772,64 га.

## Политическая ситуация
Выборы-2005
Бургомистр общины — Петер Кёстенбергер (АНП) по результатам выборов 2005 года.
Совет представителей общины (нем. Gemeinderat) состоит из 15 мест.
Распределение мест:
- АНП занимает 9 мест;
- СДПА занимает 5 мест;
- АПС занимает 1 место.

Выборы-2010
Бургомистр общины — Петер Кёстенбергер (АНП) по результатам выборов 2010 года.
Совет представителей общины состоит из 15 мест.
Распределение мест:
- АНП занимает 10 мест;
- СДПА занимает 4 мест;
- АПС занимает 1 место.

Выборы-2015
Бургомистр общины — Петер Бахер (АНП) по результатам выборов 2015 года.
Совет представителей общины состоит из 21 места.
Распределение мест:
- АНП занимает 14 мест;
- СДПА занимает 6 мест;
- АПС занимает 1 место.

## Численность
Изменение численности населения на территории судебного округа в 1782—2011 гг. по данным налоговых, поместных, военных, церковно-приходских, судебных (1782—1863 гг.) и общенациональных (в том числе пробных и регистрационных) переписей за 1869—2011 гг.
Данные по: Quelle: Statistik Austria; Historisches Ortslexikon Steiermark. Teil 1, 2. Datenbestand: 30.6.2011; 31.8.2014; 31.8.2015; Gemeindeverzeichnis 1880; Gemeindeverzeichnis 1890; Gemeindelexikon KK 04 (Gemeindeverzeichnis 1900); Gemeindeverzeichnis 1910; Gemeindeverzeichnis 1939; Ortsverzeichnis 2001: Steiermark.
Население за 1812, 1837 и 2011 годы указано без учёта населённого пункта Каталь, расположенного в двух кадастровых общинах (KG) одновременно: меньшая часть в KG Шварценбах (около 65—70 человек) и большая — в KG Мюльдорф бывшего судебного округа Юденбург.

## Города-побратимы
Кёц (нем. Kötz) с 1990 года в Баварии (Германия)

## Фотогалерея

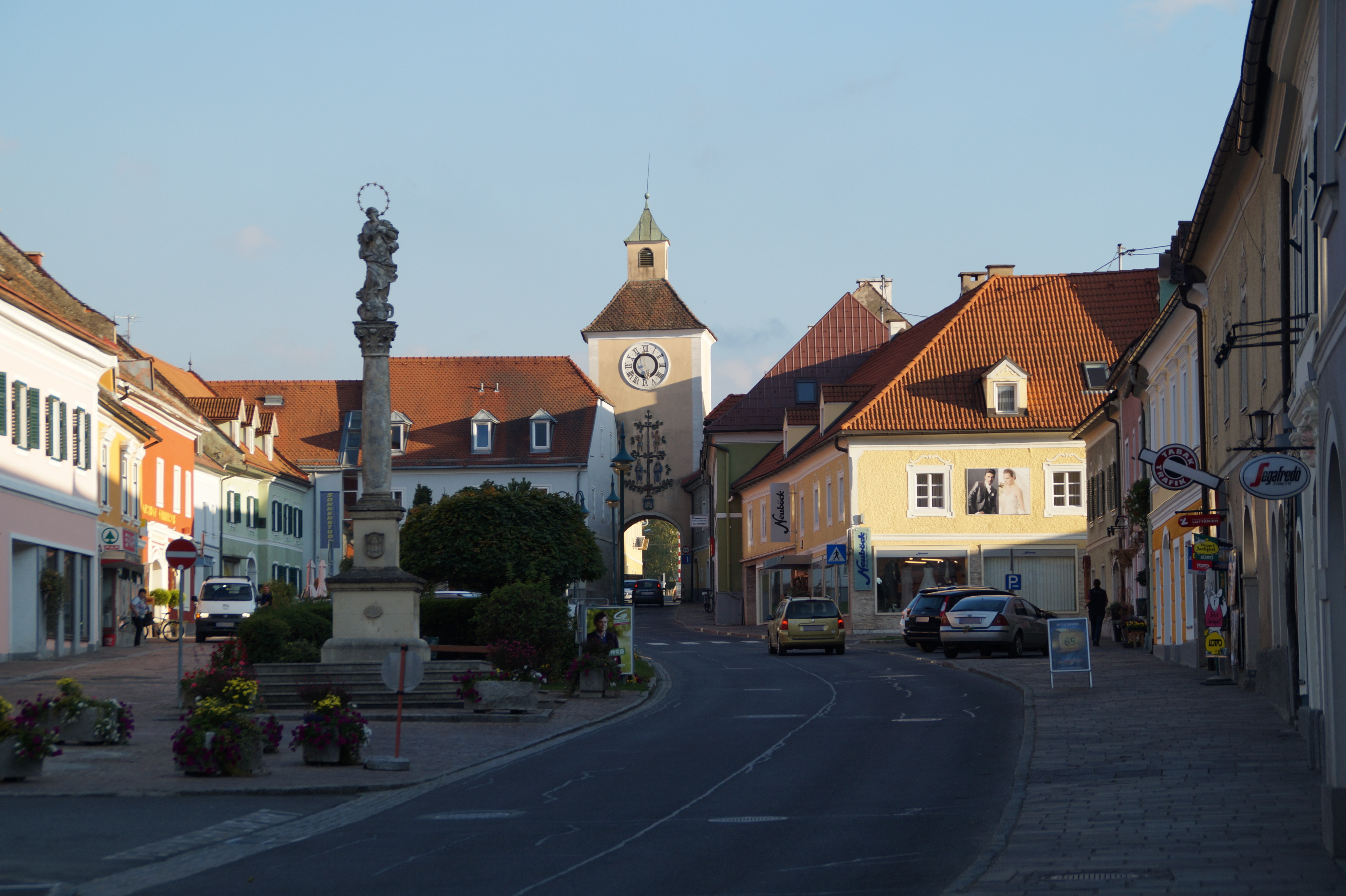
Главная площадь общины Обдах с башней
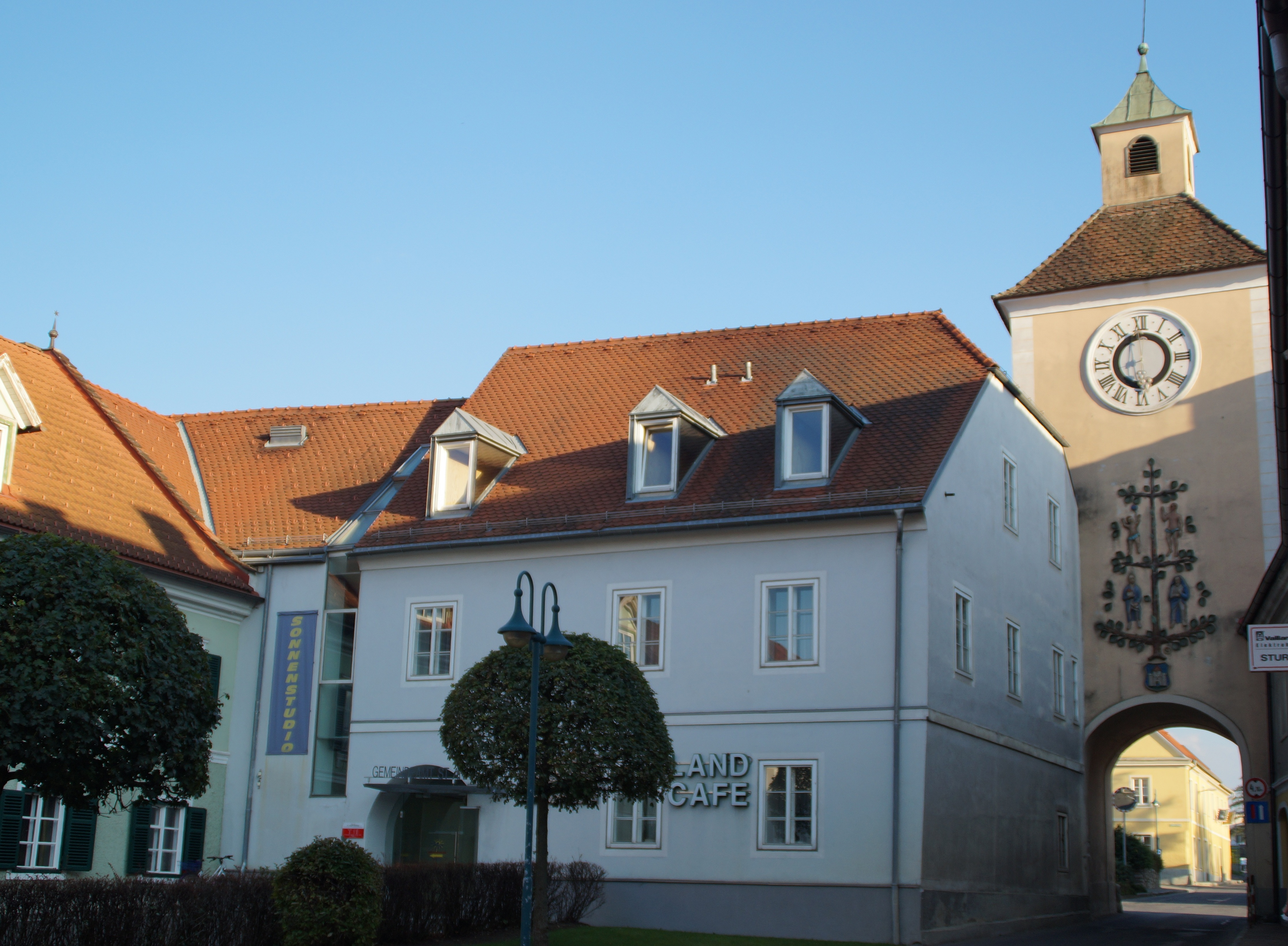
Муниципалитет бывшей общины Санкт-Анна-Лафантегг в Обдахе
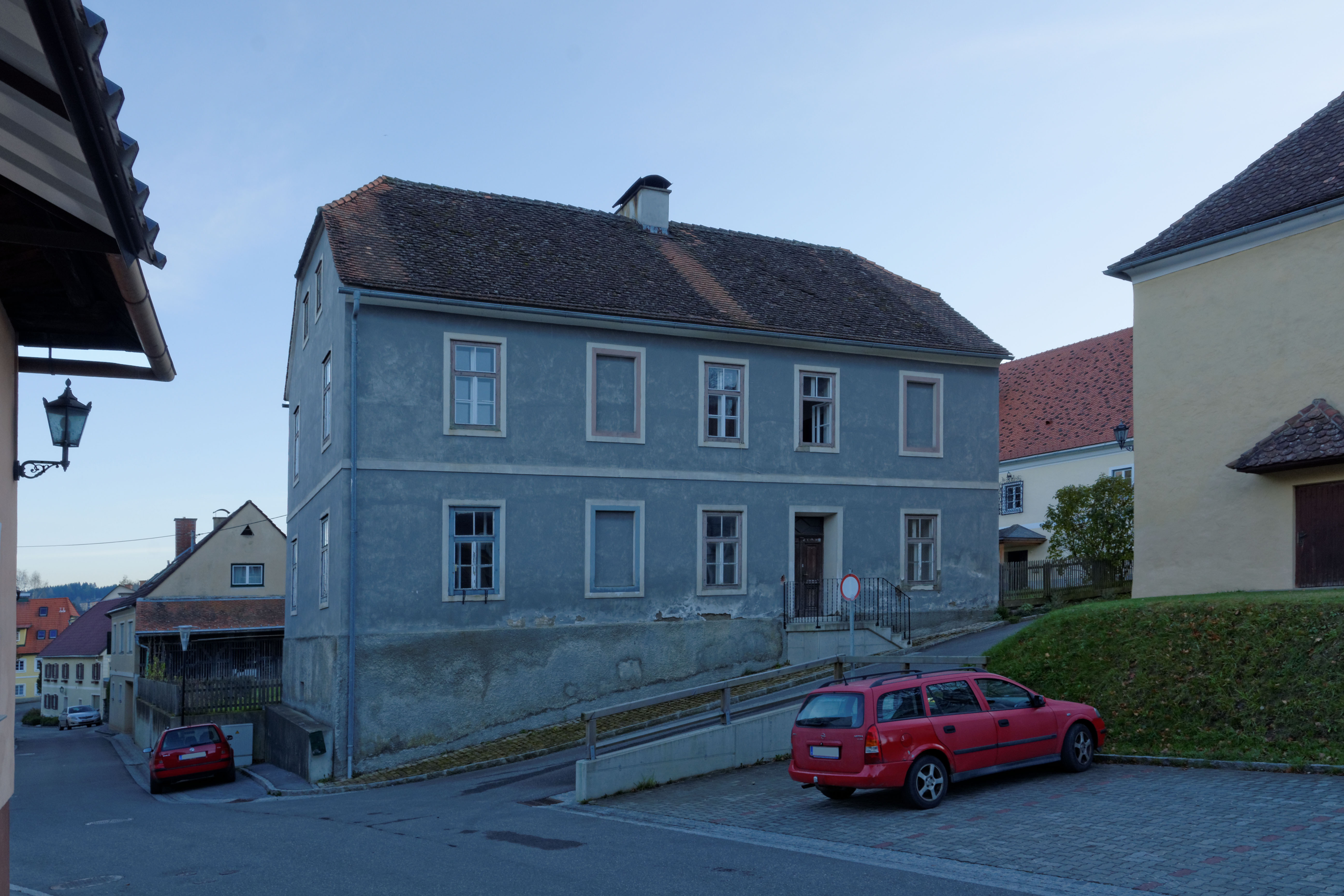
Меснерхаус в Обдахе
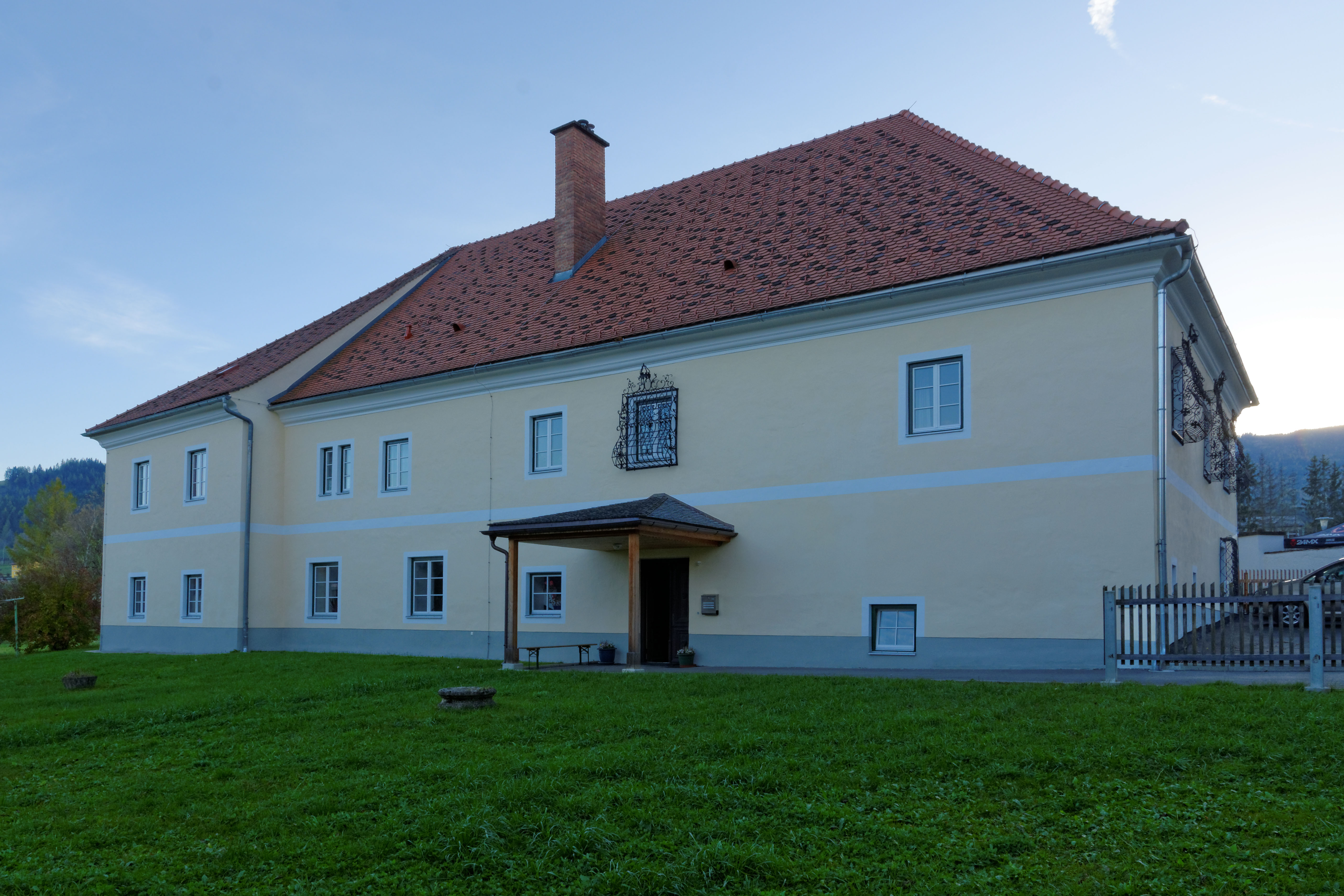
Викариат в Обдахе
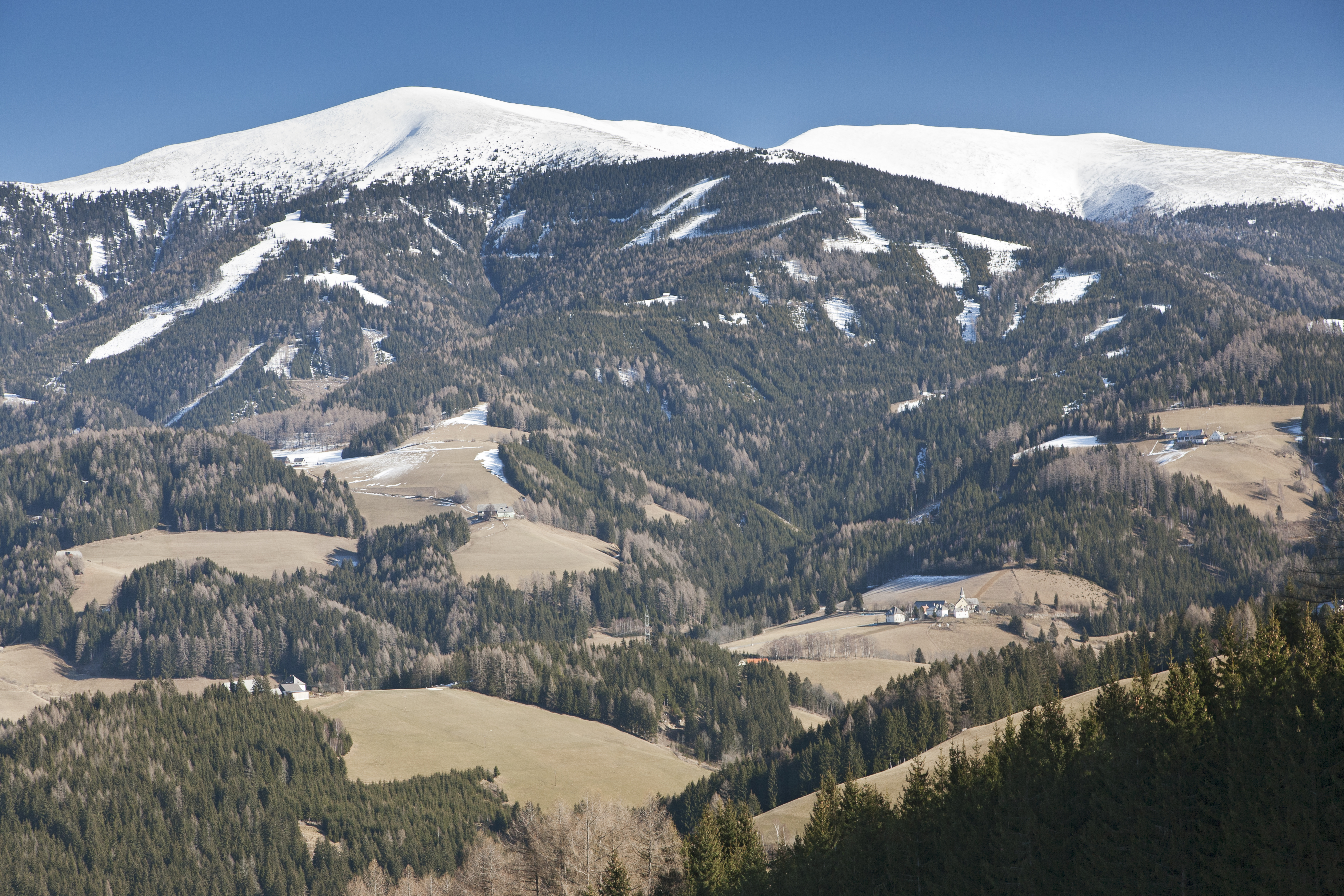
Вид на Санкт-Георген-ин-Обдахегг с Грёсинга и Амерингкогеля
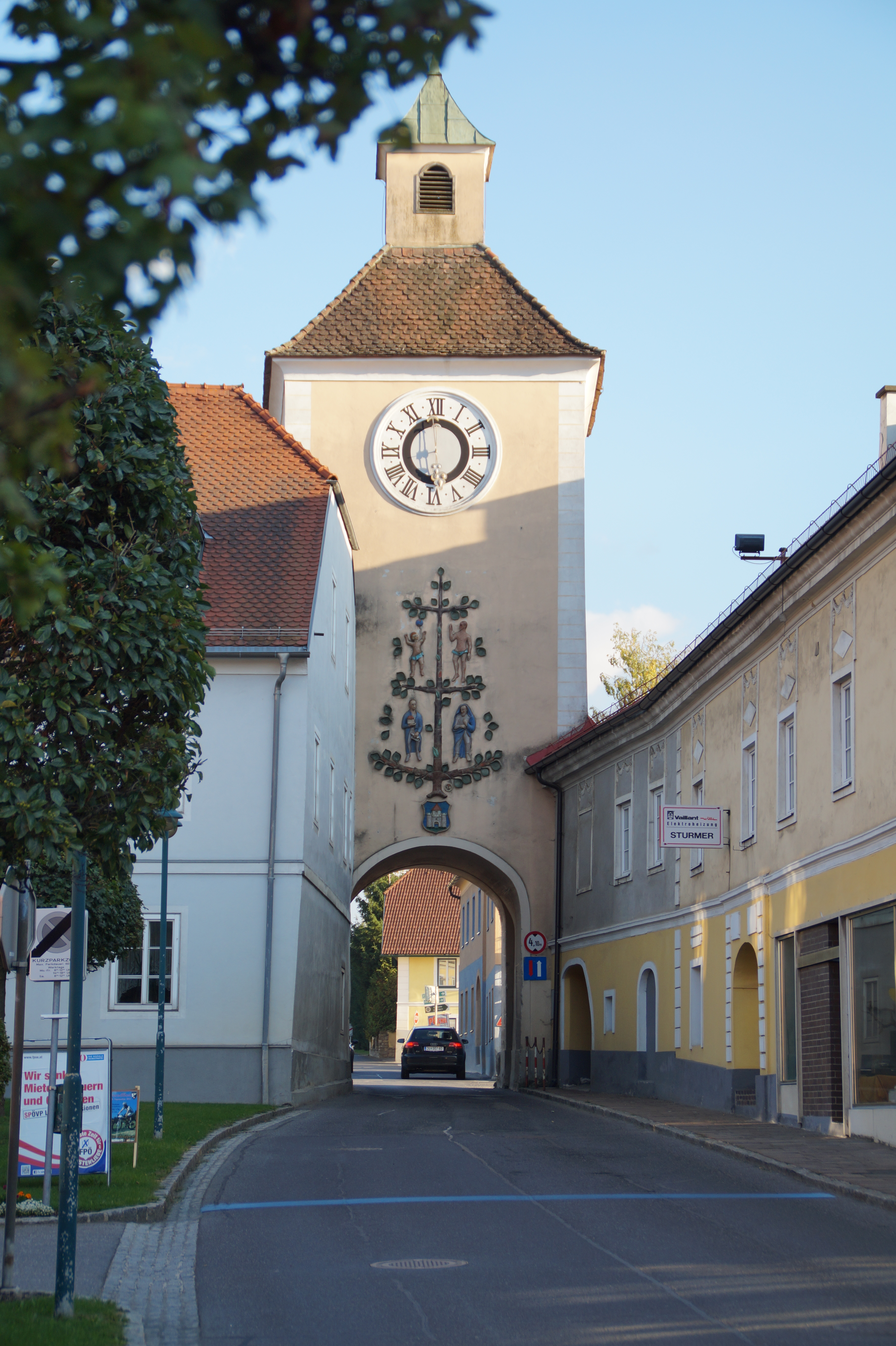
Башня-ворота в Обдахе
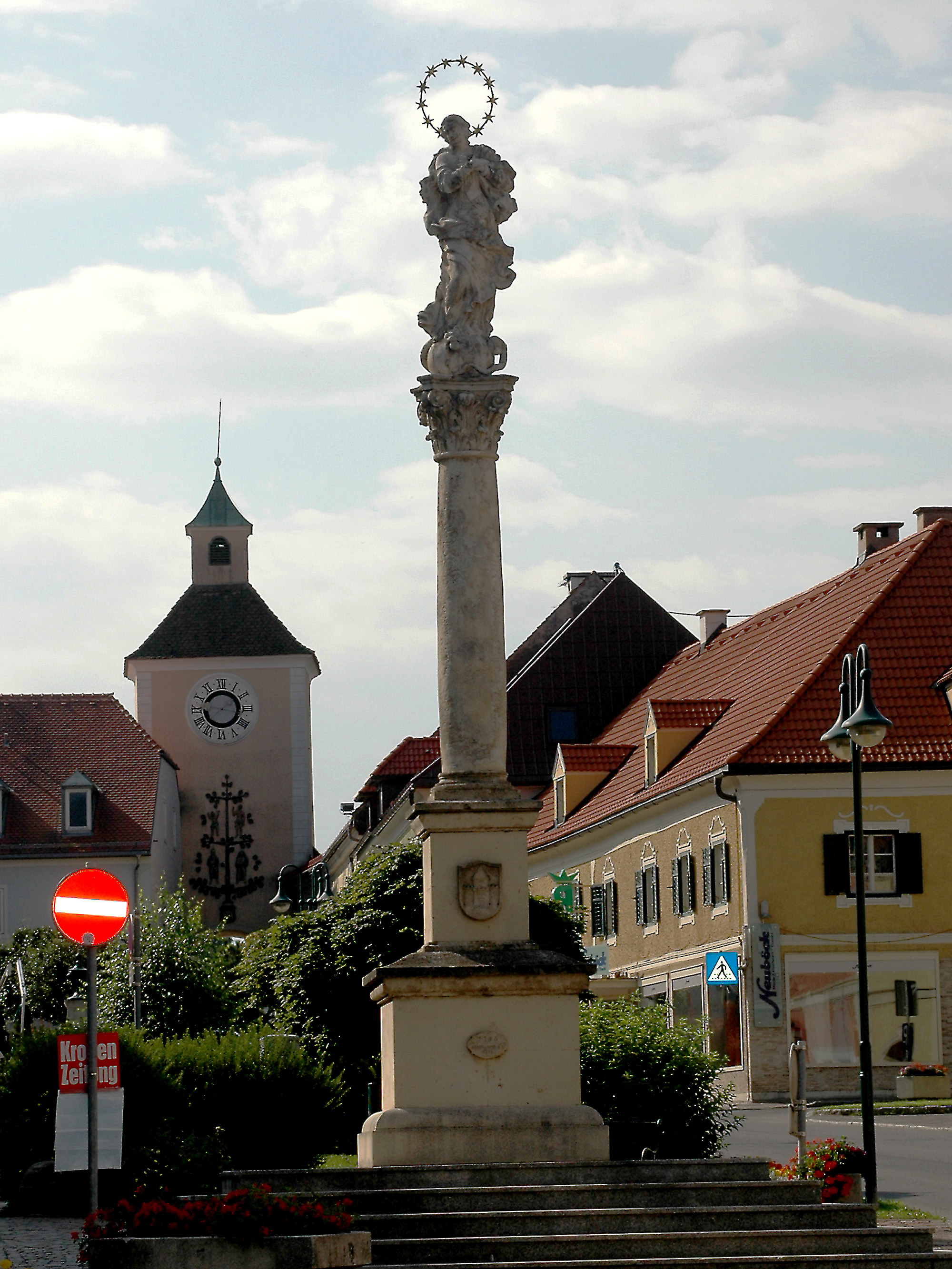
Марианская колонна в Обдахе
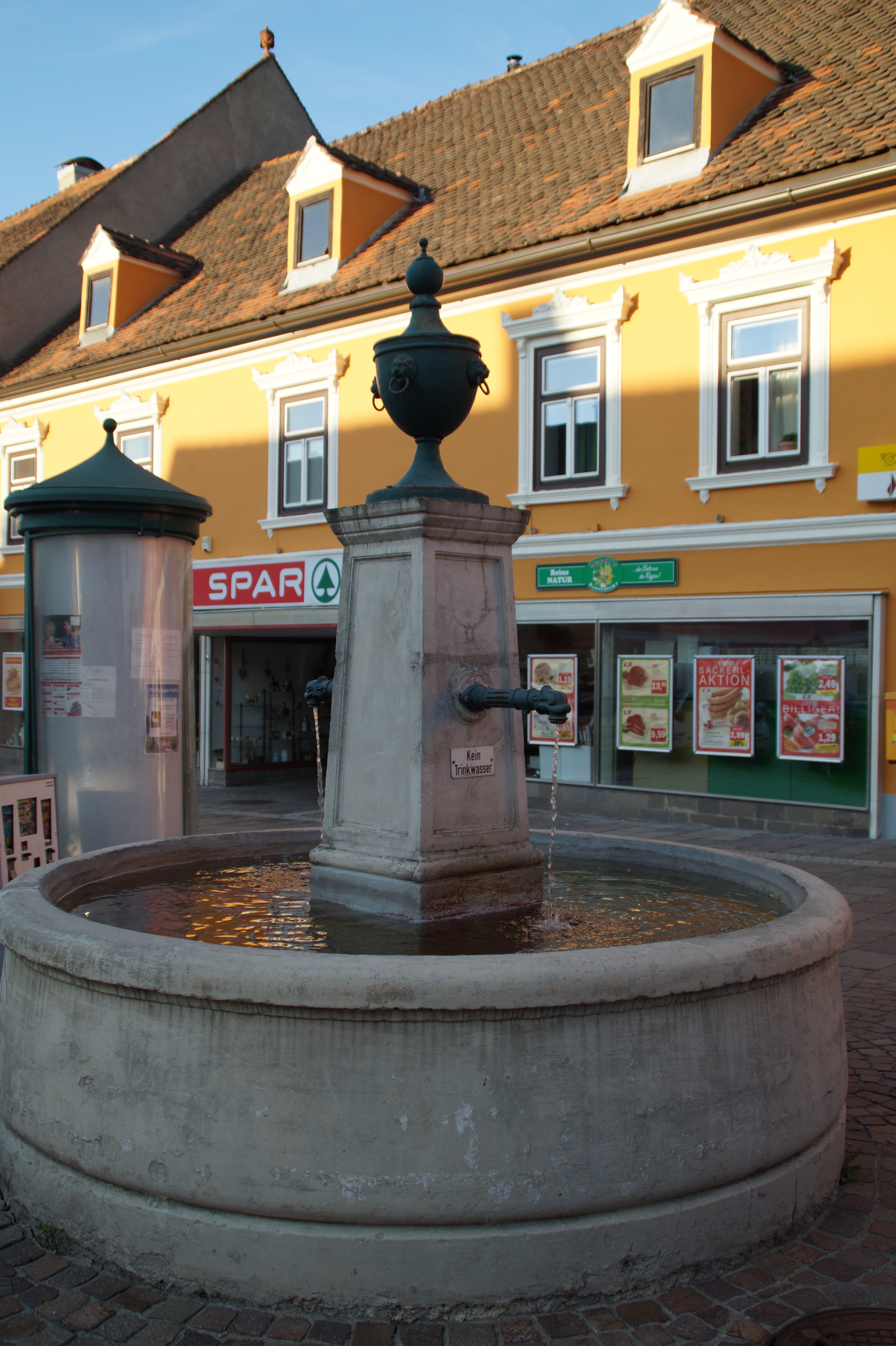
Фонтан в Обдахе
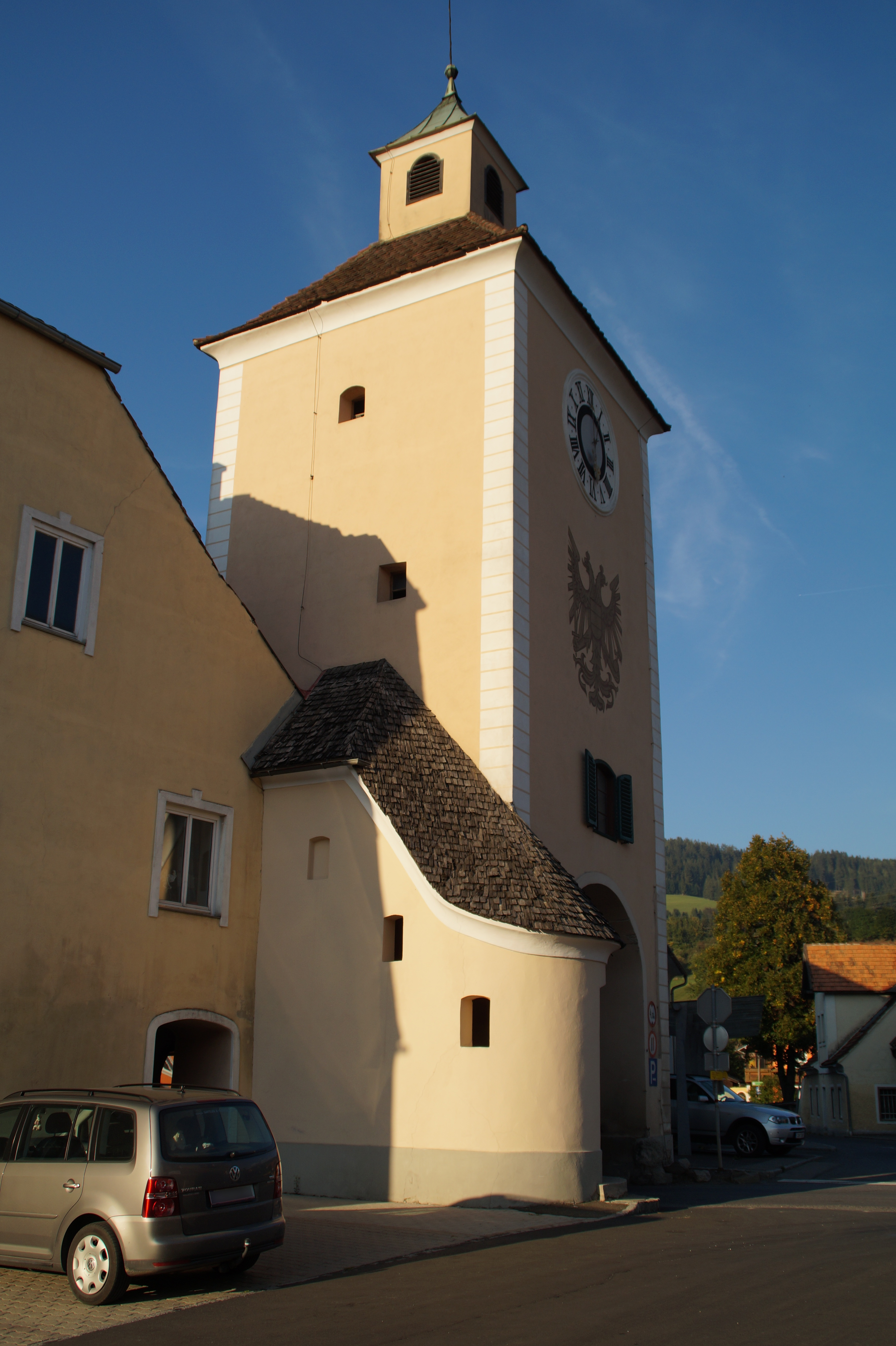
Рингмауэр в Обдахе